# Liste der Pfarren im Stadtdekanat 14 (Erzdiözese Wien)
Das Stadtdekanat 14 ist ein Dekanat im Vikariat Wien Stadt der römisch-katholischen Erzdiözese Wien.
Es umfasst neun Pfarren im 14. Wiener Gemeindebezirk Penzing mit rund 42.000 Katholiken. Das Stadtdekanat 14 geht auf das Dekanat Hütteldorf zurück. Dieses wurde nach dem österreichischen Konkordat von 1855 durch Erzbischof Joseph Othmar von Rauscher aus dem Dekanat Klosterneuburg herausgelöst und umfasste ursprünglich deutlich mehr Pfarren im Bereich der Wiener Vororte.

## Pfarren mit Kirchengebäuden und Kapellen
| Pfarrverband | Pfarre                                                | Teilgemeinden             | Ink. | Seit          | Patrozinium             | Kirchengebäude und Kapellen |                                        |
| ------------ | ----------------------------------------------------- | ------------------------- | ---- | ------------- | ----------------------- | --- | -------------------------------------- |
|              | Akkonplatz                                            |                           |      | 1981          | Zum Abendmahl des Herrn | Pfarrkirche: Pfarrkirche Zum Abendmahl des Herrn | Pfarrkirche Zum Abendmahl des Herrn    |
|              | Breitensee                                            |                           |      | 1899          | St. Laurentius          | Pfarrkirche: Pfarrkirche Breitensee Kapelle im Hanusch-Krankenhaus |                                        |
|              | Heilige Mutter Teresa (bis 30. Juni 2019: Baumgarten) | Baumgarten Oberbaumgarten |      | 1783 neu 2019 | St. Anna                | Pfarrkirche: Baumgartner Pfarrkirche Filialkirche Oberbaumgarten, Kirche am Steinhof, Raphaelkapelle im Blinden- und Sehbehindertenwohnheim der Österreichischen Blindenwohlfahrt, Kapelle im Geriatriezentrum Baumgarten, Kapelle im Otto-Wagner-Spital, Kapelle der heiligen Theresia vom Kinde Jesu im Otto-Wagner-Spital |                                        |
| Hütteldorf   | Hütteldorf                                            |                           |      | 1356          | St. Andreas Apostel     | Pfarrkirche: Hütteldorfer Pfarrkirche |                                        |
| Hütteldorf   | Kordon                                                |                           |      | 1989          | Maria Mutter der Gnade  | Pfarrkirche: Kordonkirche | Kordonkirche                           |
|              | Mariabrunn                                            |                           |      | 1784          | Mariä Heimsuchung       | Pfarrkirche: Pfarr- und Wallfahrtskirche Mariabrunn Nikolaikapelle, Privatkapelle Herzmanskystraße, Kapelle Hadersdorf-Weidlingau | Pfarr- und Wallfahrtskirche Mariabrunn |
|              | Penzing                                               |                           |      | 1356          | St. Jakob               | Pfarrkirche: Pfarrkirche Penzing Rochuskapelle | Pfarrkirche Penzing                    |
|              | St. Josef am Wolfersberg                              |                           |      | 1939          | St. Josef               | Pfarrkirche: St.-Josef-am-Wolfersberg-Kirche Johann-Nepomuk-Kapelle beim Linienamt, Kapelle im Senioren- und Pflegehaus St. Klemens der Caritas | St.-Josef-am-Wolfersberg-Kirche        |

Zur ehemaligen Pfarre Oberbaumgarten (1966–2019) siehe Oberbaumgartner Pfarrkirche.

### Diözesaner Entwicklungsprozess
Am 29. November 2015 wurden für alle Pfarren der Erzdiözese Wien Entwicklungsräume definiert. Die Pfarren sollen in den Entwicklungsräumen stärker zusammenarbeiten, Pfarrverbände oder Seelsorgeräume bilden. Am Ende des Prozesses sollen aus den Entwicklungsräumen neue Pfarren entstehen. Im Stadtdekanat 14 wurden folgende Entwicklungsräume festgelegt:
- Hütteldorf, Kordon, Mariabrunn und St. Josef am Wolfersberg
- Baumgarten und Oberbaumgarten (seit 1. Juli 2019 Pfarre Heilige Mutter Teresa)
- Akkonplatz, Breitensee und Penzing

Die Pfarre Akkonplatz wurde am 1. Jänner 2017 Teil des Stadtdekanats 14.